# Petromuridae
Famille
Petromuridae est une famille de mammifères rongeurs.
Cette famille ne comprend qu'un genre :
- Petromus A. Smith, 1831 - Rat des Rochers